# Ryo Takahashi (fotbollsspelare född 2000)
Ryo Takahashi (高橋 亮 Takahashi Ryo?), född 11 juli 2000 i Tokyo prefektur, är en japansk fotbollsspelare.
Takahashi började sin karriär 2018 i FC Tokyo.